# Эфиопия на летних Олимпийских играх 2016
Эфиопия на летних Олимпийских играх 2016 года была представлена 38 спортсменами в 3 видах спорта. Знаменосцем сборной Эфиопии на церемонии открытия Игр стал пловец Робел Кирос Хабте, а на церемонии закрытия — легкоатлетка Алмаз Аяна, ставшая чемпионкой Олимпийских игр в беге на 10 000 метров и бронзовым призёром на дистанции 5000 метров. По итогам соревнований на счету эфиопских спортсменов было 1 золотая, 2 серебряные и 5 бронзовые медали, что позволило сборной Эфиопии занять 44-е место в неофициальном медальном зачёте.

## Медали
| Золото  |                 |                                                 |            |
| №       | Спортсмены      | Вид спорта (дисциплина)                         | Дата       |
| 1       | Алмаз Аяна      | Лёгкая атлетика (бег на 10 000 метров, женщины) | 12 августа |
| Серебро |                 |                                                 |            |
| №       | Спортсмены      | Вид спорта (дисциплина)                         | Дата       |
| 1       | Гензебе Дибаба  | Лёгкая атлетика (бег на 1500 метров, женщины)   | 16 августа |
| 2       | Фейиса Лилеса   | Лёгкая атлетика (марафон, мужчины)              | 21 августа |
| Бронза  |                 |                                                 |            |
| №       | Спортсмены      | Вид спорта (дисциплина)                         | Дата       |
| 1       | Тирунеш Дибаба  | Лёгкая атлетика (бег на 10 000 метров, женщины) | 12 августа |
| 2       | Тамират Тола    | Лёгкая атлетика (бег на 10 000 метров, мужчины) | 13 августа |
| 3       | Маре Дибаба     | Лёгкая атлетика (марафон, женщины)              | 14 августа |
| 4       | Алмаз Аяна      | Лёгкая атлетика (бег на 5000 метров, женщины)   | 19 августа |
| 5       | Хагос Гебрхивет | Лёгкая атлетика (бег на 5000 метров, мужчины)   | 20 августа |

## Состав сборной

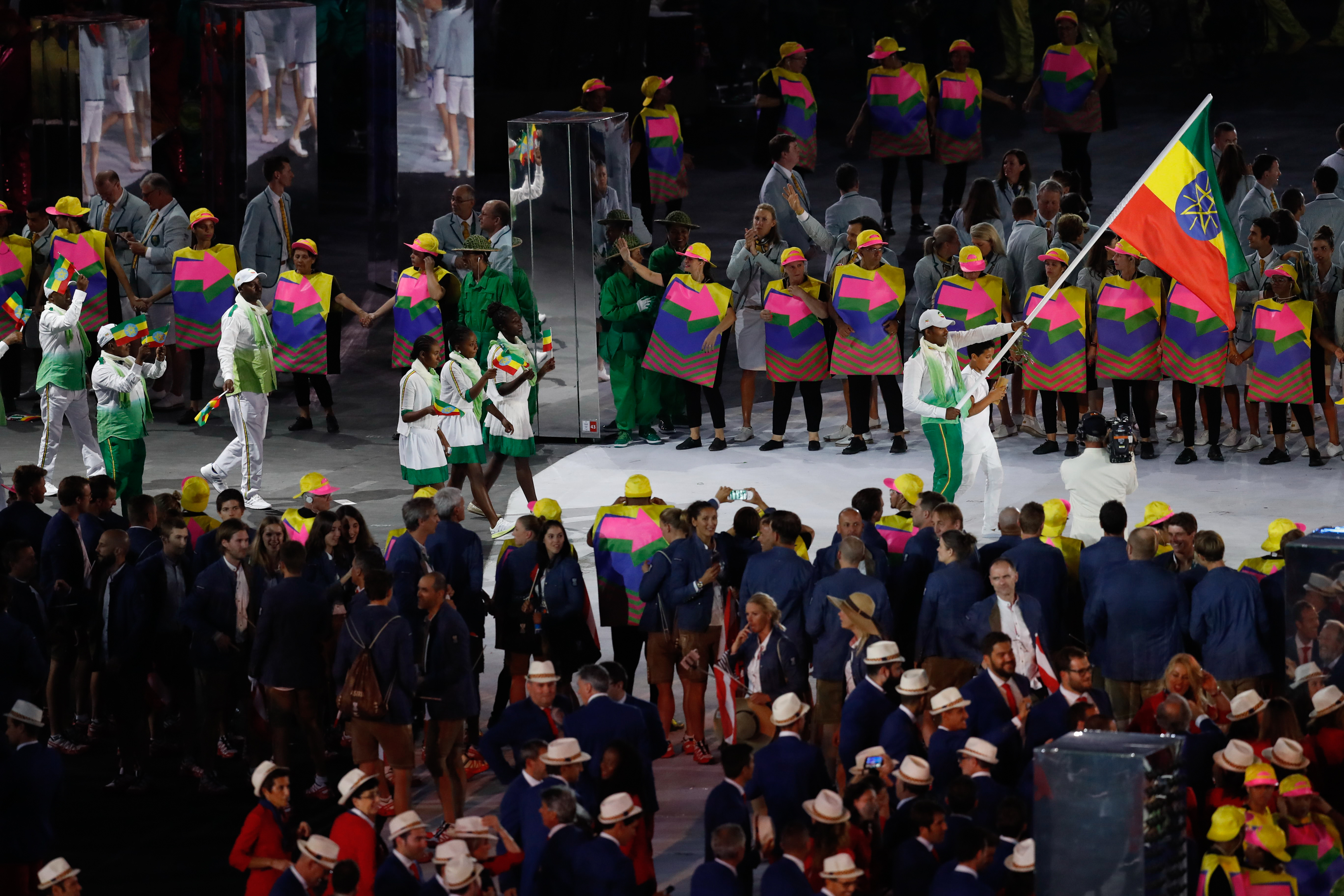
Спортсмены Эфиопии во время парада наций на церемонии открытия Олимпийских игр

Велоспорт
 Шоссейный велоспорт
1. Цгабу Грмай

 Лёгкая атлетика
1. Тесфайе Абера
2. Мохаммед Аман
3. Хайлемариам Амаре
4. Чала Бейо
5. Леми Берхану
6. Давит Волде
7. Аман Воте
8. Деджен Гебремескель
9. Меконнен Гебремедхин
10. Хагос Гебрхивет
11. Йигрем Демелаш
12. Фейиса Лилеса
13. Тафасе Себока
14. Тамират Тола
15. Абади Харис
16. Муктар Эдрис
17. Хабитам Алему
18. София Ассефа
19. Тигист Ассефа
20. Хивот Аялев
21. Алмаз Аяна
22. Йехуалейе Белетев
23. Гелете Бурка
24. Гензебе Дибаба
25. Маре Дибаба
26. Тирунеш Дибаба
27. Этенеш Диро
28. Абабель Йешанех
29. Бесу Садо
30. Давит Сеяум
31. Сенбере Тефери
32. Аскале Тикса
33. Тигист Туфа
34. Гудаф Цегай
35. Тирфи Цегайе

 Плавание
1. Робел Кирос Хабте
2. Рахель Гебресиласси

## Результаты соревнований

### Велоспорт

#### Шоссейный велоспорт
Мужчины
| Соревнование    | Спортсмены  | Время | Место | Отставание |
| --------------- | ----------- | ----- | ----- | ---------- |
| групповая гонка | Цгабу Грмай | DNF   | DNF   | DNF        |

### Водные виды спорта

#### Плавание
В следующий раунд на каждой дистанции проходят спортсмены, показавшие лучший результат, независимо от места, занятого в своём заплыве.
Мужчины
| Дистанция                 | Спортсмены        | Предварительный раунд | Предварительный раунд | Предварительный раунд | Полуфинал            | Полуфинал            | Полуфинал            | Финал                | Финал                |
| Дистанция                 | Спортсмены        | Заплыв                | Результат             | Место                 | Заплыв               | Результат            | Место                | Результат            | Место                |
| ------------------------- | ----------------- | --------------------- | --------------------- | --------------------- | -------------------- | -------------------- | -------------------- | -------------------- | -------------------- |
| 100 метров вольным стилем | Робел Кирос Хабте | 1                     | 1:04,95               | 59                    | завершил выступление | завершил выступление | завершил выступление | завершил выступление | завершил выступление |

Женщины
| Дистанция                | Спортсмены          | Предварительный раунд | Предварительный раунд | Предварительный раунд | Полуфинал | Полуфинал | Полуфинал | Финал     | Финал |
| Дистанция                | Спортсмены          | Заплыв                | Результат             | Место                 | Заплыв    | Результат | Место     | Результат | Место |
| ------------------------ | ------------------- | --------------------- | --------------------- | --------------------- | --------- | --------- | --------- | --------- | ----- |
| 50 метров вольным стилем | Рахель Гебресиласси |                       |                       |                       |           |           |           |           |       |

### Лёгкая атлетика
Мужчины
Беговые дисциплины
| Дисциплина                         | Спортсмен            | Предварительный раунд | Предварительный раунд | Предварительный раунд | Четвертьфиналы | Четвертьфиналы | Четвертьфиналы | Полуфиналы           | Полуфиналы           | Полуфиналы           | Финал                | Финал                |
| Дисциплина                         | Спортсмен            | Забег                 | Время                 | Место                 | Забег          | Время          | Место          | Забег                | Время                | Место                | Время                | Место                |
| ---------------------------------- | -------------------- | --------------------- | --------------------- | --------------------- | -------------- | -------------- | -------------- | -------------------- | -------------------- | -------------------- | -------------------- | -------------------- |
| бег на 800 метров                  | Мохаммед Аман        | 7                     | 1:48,33               | 2 Q                   | не проводится  | не проводится  | не проводится  | 2                    | 1:46,14              | 8                    | Завершил выступление | Завершил выступление |
| бег на 1500 метров                 | Меконнен Гебремедхин | 2                     | 3:47,33               | 5 Q                   | не проводится  | не проводится  | не проводится  | 2                    | 3:40,69              | 6                    | Завершил выступление | Завершил выступление |
| бег на 1500 метров                 | Давит Волде          | 3                     | 3:39,29               | 10 Q                  | не проводится  | не проводится  | не проводится  | 1                    | 3:41,42              | 10                   | Завершил выступление | Завершил выступление |
| бег на 1500 метров                 | Аман Воте            | DNS                   | DNS                   | DNS                   | не проводится  | не проводится  | не проводится  | Завершил выступление | Завершил выступление | Завершил выступление | Завершил выступление | Завершил выступление |
| бег на 5000 метров                 | Муктар Эдрис         | 2                     | 13:19,65              | 2 Q                   | не проводится  | не проводится  | не проводится  | не проводится        | не проводится        | не проводится        | DSQ                  | DSQ                  |
| бег на 5000 метров                 | Деджен Гебремескель  | 2                     | 13:19,67              | 3 Q                   | не проводится  | не проводится  | не проводится  | не проводится        | не проводится        | не проводится        | 13:51,91             | 12                   |
| бег на 5000 метров                 | Хагос Гебрхивет      | 1                     | 13:24,65              | 1 Q                   | не проводится  | не проводится  | не проводится  | не проводится        | не проводится        | не проводится        | 13:04,35             | 3                    |
| бег на 10 000 метров               | Йигрем Демелаш       | не проводится         | не проводится         | не проводится         | не проводится  | не проводится  | не проводится  | не проводится        | не проводится        | не проводится        | 27:06,27             | 4                    |
| бег на 10 000 метров               | Абади Харис          | не проводится         | не проводится         | не проводится         | не проводится  | не проводится  | не проводится  | не проводится        | не проводится        | не проводится        | 27:26,34             | 15                   |
| бег на 10 000 метров               | Тамират Тола         | не проводится         | не проводится         | не проводится         | не проводится  | не проводится  | не проводится  | не проводится        | не проводится        | не проводится        | 27:06,26             | 3                    |
| бег на 3000 метров с препятствиями | Хайлемариам Амаре    | 1                     | 8:35,01               | 8                     | не проводится  | не проводится  | не проводится  | не проводится        | не проводится        | не проводится        | Завершил выступление | Завершил выступление |
| бег на 3000 метров с препятствиями | Чала Бейо            | 2                     | 8:32,06               | 7                     | не проводится  | не проводится  | не проводится  | не проводится        | не проводится        | не проводится        | Завершил выступление | Завершил выступление |
| бег на 3000 метров с препятствиями | Тафасе Себока        | DSQ                   | DSQ                   | DSQ                   | не проводится  | не проводится  | не проводится  | не проводится        | не проводится        | не проводится        | Завершил выступление | Завершил выступление |

Шоссейные дисциплины
| Дисциплина | Спортсмен     | Время   | Место | Отставание |
| ---------- | ------------- | ------- | ----- | ---------- |
| марафон    | Тесфайе Абера | DNF     | DNF   | DNF        |
| марафон    | Леми Берхану  | 2:13:29 | 13    | +4:45      |
| марафон    | Фейиса Лилеса | 2:09:54 | 2     | +1:10      |

Женщины
Беговые дисциплины
| Дисциплина                         | Спортсмен       | Предварительный раунд | Предварительный раунд | Предварительный раунд | Четвертьфиналы | Четвертьфиналы | Четвертьфиналы | Полуфиналы    | Полуфиналы    | Полуфиналы    | Финал | Финал |
| Дисциплина                         | Спортсмен       | Забег                 | Время                 | Место                 | Забег          | Время          | Место          | Забег         | Время         | Место         | Время | Место |
| ---------------------------------- | --------------- | --------------------- | --------------------- | --------------------- | -------------- | -------------- | -------------- | ------------- | ------------- | ------------- | ----- | ----- |
| бег на 800 метров                  | Хабитам Алему   |                       |                       |                       | не проводится  | не проводится  | не проводится  |               |               |               |       |       |
| бег на 800 метров                  | Тигист Ассефа   |                       |                       |                       | не проводится  | не проводится  | не проводится  |               |               |               |       |       |
| бег на 800 метров                  | Гудаф Цегай     |                       |                       |                       | не проводится  | не проводится  | не проводится  |               |               |               |       |       |
| бег на 1500 метров                 | Гензебе Дибаба  |                       |                       |                       | не проводится  | не проводится  | не проводится  |               |               |               |       |       |
| бег на 1500 метров                 | Бесу Садо       |                       |                       |                       | не проводится  | не проводится  | не проводится  |               |               |               |       |       |
| бег на 1500 метров                 | Давит Сеяум     |                       |                       |                       | не проводится  | не проводится  | не проводится  |               |               |               |       |       |
| бег на 5000 метров                 | Алмаз Аяна      |                       |                       |                       | не проводится  | не проводится  | не проводится  | не проводится | не проводится | не проводится |       |       |
| бег на 5000 метров                 | Сенбере Тефери  |                       |                       |                       | не проводится  | не проводится  | не проводится  | не проводится | не проводится | не проводится |       |       |
| бег на 5000 метров                 | Абабель Йешанех |                       |                       |                       | не проводится  | не проводится  | не проводится  | не проводится | не проводится | не проводится |       |       |
| бег на 10 000 метров               | Алмаз Аяна      | не проводится         | не проводится         | не проводится         | не проводится  | не проводится  | не проводится  | не проводится | не проводится | не проводится |       |       |
| бег на 10 000 метров               | Гелете Бурка    | не проводится         | не проводится         | не проводится         | не проводится  | не проводится  | не проводится  | не проводится | не проводится | не проводится |       |       |
| бег на 10 000 метров               | Тирунеш Дибаба  | не проводится         | не проводится         | не проводится         | не проводится  | не проводится  | не проводится  | не проводится | не проводится | не проводится |       |       |
| бег на 3000 метров с препятствиями | София Ассефа    |                       |                       |                       | не проводится  | не проводится  | не проводится  | не проводится | не проводится | не проводится |       |       |
| бег на 3000 метров с препятствиями | Хивот Аялев     |                       |                       |                       | не проводится  | не проводится  | не проводится  | не проводится | не проводится | не проводится |       |       |
| бег на 3000 метров с препятствиями | Этенеш Диро     |                       |                       |                       | не проводится  | не проводится  | не проводится  | не проводится | не проводится | не проводится |       |       |

Шоссейные дисциплины
| Дисциплина              | Спортсмен         | Время | Место | Отставание |
| ----------------------- | ----------------- | ----- | ----- | ---------- |
| марафон                 | Маре Дибаба       |       |       |            |
| марафон                 | Тирфи Цегайе      |       |       |            |
| марафон                 | Тигист Туфа       |       |       |            |
| ходьба на 20 километров | Йехуалейе Белетев |       |       |            |
| ходьба на 20 километров | Аскале Тикса      |       |       |            |